# کولمنار
کولمنار (به اسپانیایی: Colmenar) یک دهستان اسپانیا است که در استان مالاگا واقع شده‌است.

## خصوصیات
کولمنار ۶۶ کیلومترمربع مساحت و ۳٬۶۸۱ نفر جمعیت دارد.